# جين سنايدر
جين سنايدر (بالإنجليزية: Gene Snyder)‏ هو لاعب كرة قاعدة أمريكي، ولد في 31 مارس 1931 في يورك في الولايات المتحدة، وتوفي بنفس المكان في 2 يونيو 1996.

## وصلات خارجية
- جين سنايدر على موقعبيزبول رفرنس.كوم (الدوري الرئيسي) (الإنجليزية)
- جين سنايدر على موقعبيزبول رفرنس.كوم (الدوري الثانوي) (الإنجليزية)